# 애국행진곡
〈애국행진곡〉(愛国行進曲)은 전전에 폭넓게 불리어온 일본의 국민적 애창곡이다. 종전까지 사실상의 제2 국가로서 취급되었다. 작사는 모리카와 유키오(森川幸雄), 작곡은 세토구치 도키치가 하였다.

## 작곡
1937년(쇼와 12년) 8월 각의결정된 국민정신총동원의 방침에 따라 "국민이 영원히 애창해야함직한 국민가"로서 동년 조직된 내각정보부(후일의 정보국)에 의해 가사가 모집되어 "아름다우며 명랑하고 씩씩한 행진곡풍의 것", "내용은 일본의 참모습을 기리어 제국영원의 생명과 이상을 상징하여 국민정신작흥(作興)에 이바지함에 족한 것" 따위 규정이 마련되었다.
응모는 57,578점을 기록하여 그 가운데 돗토리현 사가에정(현 사카이미나토시)에 인쇄업을 경영하던 모리카와 유키오의 가사가 선발되었다. 임명된 심사원은 노리스기 요시히사, 가타오카 나오미치(片岡直道), 호즈미 시게토, 사사키 노부쓰나, 가와이 스이메이, 기타하라 하쿠쇼 그리고 시마자키 도손 총 7명이었다. 그런데 심사원에 의해 첨삭이 가해져 원 가사의 대부분이 달라져버렸다. 심사원 기타하라 하쿠쇼와 사사키 노부쓰나는 이 첨삭의 방식을 두고 대립하여 평생 동안 화해하지 않았다고 한다. 또한 이 가사에 붙여질 곡도 10,000점이 넘게 응모받아(한 출전에서는 9,555점이었다고도) 이쪽에는 〈군함행진곡〉의 작곡으로 유명한 전 해군군학장 세토구치 도키치의 곡이 선발되었다. 임명된 심사원은 오카다 구니카즈(岡田国一), 나이토 세이고(内藤清五), 하시모토 구니히코, 노부토키 기요시, 야마다 고사쿠, 고마쓰 고스케, 호리우치 게이조 그리고 고노에 히데마로 총 8명이었다.
동년 12월 24일 수상관저에서 내각정보부 내 발표회로서 처음으로 공적 자리에서 연주되었으며 2일 후 26일 히비야 공회당에서 일반청중에 발표되었다. 아울러 2위로 당선된 것은 〈만약에 월급이 오른다면〉(若しも月給が上がったら)의 히라오카 데루아키였으며, 3위는 일반인인 야마나카 시즈에(山中しづえ)였다.

## 취입 및 발표 후
내각정보부에서는 이 곡의 저작권을 무료로 풀었기 때문에 레코드 각사가 경쟁하듯 녹음, 1937년 12월에 일제히 발표하였다. 일본 컬럼비아 한 음반사에서만 5종류의 녹음이 이루어졌으며 이 밖에 빅터, 킹, 폴리도르, 데이치쿠, 다이헤이레코드를 포함한 유명 각사에서 레코드를 제작하였다. 유명 가수들 뿐만 아니라 가창법 지도로 취입된 것과 군악대, 합창단에 의한 취입도 존재하며 그 수만 해도 20종류를 상회하며 누계 판매량은 100만매에 달할 것으로 추정된다.
당시 곡에 대한 평가는 찬반양론이 나뉘어 고노에 히데마로는 "저 따위 모집방법으로는 반드시라고 해도 좋을만큼 시와 곡이 진정으로 융합된 국민이 영원히 부름직한 '국민행진곡' 따위는 탄생하지 않는다."라고 불평할 정도였으며, 일반모집의 방법에도 비판적인 의견이 잇따랐다. 특히나 시에 있어서는 시대와 맞지 않는 표면적인 것이라 하여 혹독한 평을 받았으나 세토구치의 곡에 대해서는 "이것에 추종할 수 있는 것은 없다"(하시모토 구니히코)라는 높은 평가를 받기에 이르렀다.
애국행진곡이 발표된 후 1937년 12월 내각정보부에 의해 〈애국행진곡〉을 트리오(행진곡의 중간부)로 삼은 〈행진곡 '애국'〉을 만들겠다는 계획이 세워졌다. 육군도야마학교군악대와 해군군악대에서 한 명씩 선출한 두 사람에 의한 합작판 및 육군 측 행진곡 〈애국〉 및 해군 측 행진곡 〈애국〉 총 세 작품이 제작되었다. 육군에서는 스마 요사쿠, 해군에서는 사이토 우시마쓰가 선출되어 합작을 완성했으나 해군군악대장 나이토 세이고는 사이토더러 사이토 독자의 곡 역시 합작으로서 병행하여 작곡할 것을 권하여 사이토는 그에 응하여 작곡을 행했다. 발표된 자리에서는 우선 합작한 행진곡 〈애국〉이 피로된 후 사이토의 〈애국〉이 피로되었는데 사이토 혼자 만든 〈애국〉의 만듦새가 더 뛰어났기에 행진곡 〈애국〉에는 사이토의 것이 선택되게 되었다. 또한 합작판 〈애국〉은 음원이 지금껏 발견되지 않았으며 훗날 스마 요사코는 다시금 다른 버전의 행진곡 〈애국〉을 작곡하여 육군을 통해 녹음되었다.
1937년(쇼와 12년) 지나사변(중일전쟁) 발발 후 군인을 송영할 적에는 〈붉은 석양〉(赤い夕日), 〈육군의 노래〉(陸軍の歌) 등 하나같이 청일·노일전쟁의 군가를 불러젖혔다. 새롭게 작곡된 군가도 있었으나 고세키 유지의 〈노영의 노래〉와 같은 일부 예외를 제외하면 국민의 마음을 사로잡은 곡은 거의 없었다.
대동아전쟁(태평양전쟁)에서 동남아시아·태평양제도 각지를 점령한 일본군은 이 곡을 널리 퍼뜨렸다. 때문에 전후 40년까지는 일본을 대표하는 곡으로 간주한 외국인이 많았다. 작가 아가와 유로유키는 1966년(쇼와 41년) 야마모토 이소로쿠의 탑승기 잔해를 찾기 위해 부건빌섬에 갔을 때 가이드 주민이 "미요토우카이노"를 노래한 것을 《나의 솔로몬 기행》에 기술했다. 팔라우에서는 〈팔라우의 새벽〉이라는 개사곡도 존재했다. 아울러 인도네시아 독립기념행사에서는 독립전쟁의 관계자들에 의해 노래되어 1994년(헤이세이 6년) 일본 보도기관에 의해 취재를 받았다. 필리핀 제10대 대통령 페르디난드 마르코스의 아내 이멜다 마르코스는 방일 시 고준 황후와 이 노래를 함께 불렀으며 일본 테레비계 스페셜 버라이어티 방송 《그 사람은 지금!?》에 출연했을 때도 리포터 앞에서 "보라 동해의..."라고 흥얼거렸다.
패러디로서 가사를 "보라 도조의 대머리" 내지는 "보라 도쿄의 간토다키(간토 지방에서 이르는 오뎅)" 따위로 바꾸어 부르는 것이 은밀히 유행하기도 했다.
전시중의 애창곡으로 〈뭐가 공습이냐〉(なんだ空襲)나 〈전진하라 일억의 불덩어리다〉, 〈이 결의〉(この決意)의 간주부에서 이 곡의 일부가 유용되기도 했다.
쇼치쿠의 영화 《낚시바보일지》 가운데 등장하는 스즈키건설의 사곡은 이 곡의 전반부의 멜로디를 모티브로 따왔다(이후 곡을 새롭게 만듦).

## 가사
동해: 일본의 다른 말. 혹은 일본 기준에서 동쪽 바다.
오오야시마: 일본을 예스럽게 이르는 말.
금구무결: 남사 주이전에서 유래한 말. 상처 없는 황금 사발처럼 완전하여 결점이 없다는 뜻으로 나라가 튼튼하여 외국의 침략을 한번도 받지 않음을 비유함.
일계의 대군: 만세일계의 천황.
팔굉을 한집으로: 팔굉일우.
어능위: 천황의 위광.
| 일본어 | 한국어 |
| 見よ東海の空明けて 旭日高く輝けば 天地の正気溌剌と 希望は躍る大八洲 おお清朗の朝雲に 聳ゆる富士の姿こそ 金甌無缺揺ぎなき 我が日本の誇なれ             | 보라 동해의 하늘 터오며 아침해 드높이 빛나면 천지의 정기는 발랄도 해라 희망이 춤추는 오오야시마 오오 청랑한 아침구름에 솟아오른 후지의 자태야말로 금구무결 흔들림없이 우리 일본의 자랑이어라  |
| 起て一系の大君を 光と永久に戴きて 臣民我れら皆な共に 御稜威に副はん大使命 往け八紘を宇となし 四海の人を導きて 正しき平和打ち建てん 理想は花と咲き薫る | 일어서 일계의 대군을 빛으로 영원토록 받들고 신민 우리는 모두 다함께 어능위에 따르자 대사명 가라 팔굉을 한집으로 삼아 사해의 민족들을 이끌어 올바른 평화를 이룩해보자 이상은 꽃으로 흐드러진다 |
| 今幾度か我が上に 試練の嵐哮るとも 断乎と守れ其の正義 進まん道は一つのみ ああ悠遠の神代より 軣く歩調 受け継ぎて 大行進の 往く彼方 皇国常に 栄在れ      | 지금 우리 위에 몇 번이고 시련의 폭풍 거세더라도 단호히 지켜라 그 정의 나아갈 길은 단 하나뿐 아아 유원한 신대부터 울려온 보조 이어받잡고 대행진에 닿을 저편 황국의 무궁한 영광 있으라          |